# DCスーパーペッツ
DC スーパーペッツ（英: DC Super-Pets）はDCコミックスが刊行しているアメリカン・コミックス作品に登場する架空のペット、及びそれらを原作としたスピンオフ作品。

## 概要
1940年代から1960年代かけて登場した特殊能力を得たスーパーペットで結成されたリージョン・オブ・スーパーペッツ (Legion of Super-Pets) 、バットマンが飼っているエース、ワンダーウーマンが飼っているジャンパ、グリーンランタン・コァのバッジなどを原作としている。
2013年にはオムニバス形式の短編アニメとして『DC Nation Shorts』のエピソードでアニメ化された。

## 登場ペット
クリプト (Krypto the Super-Dog)
スーパーマンが飼っているイヌ。
ストリーキー (Streaky the Super-Cat)
スーパーガールが飼っているネコ。
ベッポ (Beppo the Super-Monkey)
スーパーマンが飼っているサル。
コメット (Comet the Super-Horse)
スーパーガールが飼っているウマ。
エース (Ace the Bat-Hound)
バットマンが飼っているイヌ。
ロビン・ロビン (Robin Robin)
ロビンが飼っている小鳥。
ジャンパ (Jumpa)
ワンダーウーマンが飼っているカンガルー。
ワットジット (Whatzit)
フラッシュが飼っているカメ。
ストーム (Storm)
アクアマンが飼っているタツノオトシゴ。
バッジ (B'dg)
グリーンランタン・コァ正式メンバーのリス。

## 映画

### 『DC がんばれ!スーパーペット』（2022年）
メンバー
クリプト / バーク・ケント / スーパードッグ
声 - ドウェイン・ジョンソン
飛行の能力を持つ。スーパーマンが飼っているラブラドール・レトリバー。
エース / バットハウンド
声 - ケヴィン・ハート
怪力と無敵の力を持つ。バットマンが飼っているボクサー。
PB
声 - ヴァネッサ・ベイヤー
巨大化能力を持つ。ワンダーウーマンが飼うブタ。
マートン・マクスナートル/テリフィック・ワットジット
声 - ナターシャ・リオン
超高速の能力を持つ。フラッシュが飼うカメ。
チップ
声 - ディエゴ・ルナ
電気の力を持つ。グリーン・ランタンが飼うキタリス。
キース
声 - トーマス・ミドルディッチ
冷凍・製氷の能力を持つ。アクアマンが飼うモルモット。
マーク
声 - ベン・シュワルツ
火炎の能力を持つ。サイボーグが飼うモルモット。

## アニメ
現在は公式サイトで無料で視聴できる。
1. 『"Jokes on You" (full)』 - YouTube
2. 『"Krypto vs. Streaky" (full)』 - YouTube
3. 『"World's Finest Bark" (full)』 - YouTube
4. 『"The League of Just Us Cows" (full)』 - YouTube
5. 『"Have Your Cake and B'Dg Too" (full)』 - YouTube

キャスト
- クリプト - デビッド・ケイ
- ストリーキー - デブラ・ウィルソン
- エース - ディードリック・ベーダー
- ロビン・ロビン - マリア・バンフォード
- ビッジ - エリシャ・ヤフェ

## 書籍情報

### シリーズ
| - Super Hero Splash Down (2011年 ISBN 978-1404866249) - Royal Rodent Rescue (2011年 ISBN 978-1404866225) - Pooches of Power! (2011年 ISBN 978-1404866201) - Midway Monkey Madness (2011年 ISBN 978-1404866195) - Heroes of the High Seas (2011年 ISBN 978-1404866218) - The Fastest Pet on Earth (2011年 ISBN 978-1404866232) - Superpowered Pony (2011年 ISBN 978-1404868465) - Super-Pets Showdown (2012年 ISBN 978-1404872165) - Starro and the Space Dolphins (2012年 ISBN 978-1404872172) - Sleepy Time Crime (2012年 ISBN 978-1404872158) - Salamander Smackdown! (2012年 ISBN 978-1404868441) - The Hopping Hero (2012年 ISBN 978-1404868434) | - Candy Store Caper (2012年 ISBN 978-1404872141) - Battle Bugs of Outer Space (2012年 ISBN 978-1404868489) - Barnyard Brainwash (2012年 ISBN 978-1404872134) - Backward Bowwow (2012年 ISBN 978-1404868458) - Attack of the Invisible Cats (2012年 ISBN 978-1404868472) - The Amazing Mini-Mutts (2012年 ISBN 978-1404872189) - Swamp Thing vs the Zombie Pets (2012年 ISBN 978-1404876675) - Night of the Scaredy Crows (2013年 ISBN 978-1404876637) - The Fantastic Flexy Frog (2013年 ISBN 978-1404876668) - Deep-sea Duel (2013年 ISBN 978-1404876620) - The Cat Crime Club (2013年 ISBN 978-1404876651) - The Biggest Little Hero (2013年 ISBN 978-1404876644) |

### オリジン
- Krypto: The Origin of Superman's Dog (2017年 ISBN 978-1496551436)
- Streaky: The Origin of Supergirl's Cat (2017年 ISBN 978-1496551412)
- Ace: The Origin of Batman's Hound (2017年 ISBN 978-1496551429)
- Jumpa!: The Origin of Wonder Woman's Kanga (2017年 ISBN 978-1496551368)
- DC Super-Pets Character Encyclopedia (2014年 ISBN 978-1404882973)